# 伊藤康祐
伊藤 康祐（いとう こうすけ、2000年2月3日 - ）は、愛知県蒲郡市出身の社会人野球選手、元プロ野球選手（外野手）。右投右打。
兄はJR東海に所属する社会人野球選手の伊藤寛士。

## 経歴

### プロ入り前
小学1年生で野球を始める。小学4年生から中学3年生まで「岡崎葵ボーイズ」に所属して、投手兼遊撃手を務めた。中学1年生時には、ボーイズリーグの日本代表として「カル・リプケン12歳以下世界少年野球大会」に出場し、同大会で「2番・二塁手」を務め、日本チームの優勝に貢献。最優秀選手を受賞した。中学3年生時には、NOMOベースボールクラブが行っている「JUNIOR ALL JAPAN BOY MEETS WORLD」（通称：野茂ジャパン）に選出され、ロサンゼルス遠征を経験した。
中京大中京高校に進学すると、1年秋にレギュラーを獲得。2年秋からは主将を務めると、秋季大会では「1番・二塁手」を任され、秋季県大会優勝、秋季東海大会ベスト4の結果を残した。3年春からは主に「1番・中堅手」を任されるようになると、3年夏の県予選では、打率.407を記録するなどチームを牽引し、2年ぶりの県予選優勝を果たした。初の甲子園となった第99回全国高等学校野球選手権大会では、初戦の広陵高校戦で敗れたものの、バックスクリーンへ先制の本塁打を放つなど3安打の活躍を見せた。その後に行われた第28回U-18W杯の代表メンバーに選出され、3試合にスタメン出場し9打数1安打という結果だった。高校通算21本塁打を記録している。中京大中京高校の同期には、鵜飼航丞、伊藤稜がおり、鵜飼とはプロ入り後にもチームメイトとなる。
2017年10月26日に行われたドラフト会議では、中日ドラゴンズから5位指名を受け、契約金3000万円、年俸550万円で入団に合意した。背番号は49。

### 中日時代
2018年は、一軍出場がなかった。
2019年は、4月30日の対読売ジャイアンツ戦（東京ドーム）に「1番・左翼手」としてスタメン出場し、初打席初安打を放った。さらに、5月25日の対東京ヤクルトスワローズ戦（明治神宮野球場）では、プロ入り初の猛打賞を記録した。しかし、6月5日に左太腿前部の痛みで登録抹消された。最終的に、この年は18試合に出場した。
2020年は、春季キャンプを一軍でスタートするものの2月20日に降格し、一軍出場なしに終わった。
2021年は、開幕を二軍でスタートするも、後半戦から一軍に合流。キャリアハイとなる25試合に出場し先発も経験した一方、打率.053と苦しんだ。
2022年は、一軍で28試合に出場し、打率.231の成績を残す。オフの11月9日に20万円増の年俸720万円で契約更改し、その後の会見で「結果を残せなかった」と悔しさを表した（金額は推定）。
2023年は、5月2日の阪神タイガース戦（甲子園）で一軍初昇格し、同月12日のヤクルト戦でプロ初盗塁を記録する。同月27日のDeNA戦（バンテリンドームナゴヤ）では9回に代走出場し、二死二塁の状況で村松開人が一塁内野安打を打つ間に二塁から本塁に生還し、サヨナラ勝利に貢献した。主に代走などで起用され、最終的に同シーズンは34試合に出場し、打率.150、1盗塁の成績を残した。しかし、一軍ペナントレース終了後の10月5日に戦力外通告を受け、その後の11月15日に実施された12球団合同トライアウトを受けるも、7打数無安打2四球に終わった。

### 中日退団後
中日退団後は、額田郡幸田町に拠点を置く社会人軟式野球のフタバ産業野球部に入部し、平日は自動車の部品の数値を測定する業務をしながら、週3日の練習に励んでいる。

## 選手としての特徴
50メートル5秒8のスピードが武器。形原中学時代には陸上部に駆り出され、100mを11.2秒で2位、愛知県選抜として4×100mリレーに出場したこともある。外野手の他に二塁手も務めるユーティリティープレイヤー。

## 人物
憧れの選手は松田宣浩。

## 詳細情報

### 年度別打撃成績
| 年 度     | 球 団     | 試 合 | 打 席 | 打 数 | 得 点 | 安 打 | 二 塁 打 | 三 塁 打 | 本 塁 打 | 塁 打 | 打 点 | 盗 塁 | 盗 塁 死 | 犠 打 | 犠 飛 | 四 球 | 敬 遠 | 死 球 | 三 振 | 併 殺 打 | 打 率 | 出 塁 率 | 長 打 率 | O P S |
| --------- | --------- | ----- | ----- | ----- | ----- | ----- | -------- | -------- | -------- | ----- | ----- | ----- | -------- | ----- | ----- | ----- | ----- | ----- | ----- | -------- | ----- | -------- | -------- | ----- |
| 2019      | 中日      | 14    | 33    | 32    | 6     | 6     | 1        | 0        | 0        | 7     | 1     | 0     | 0        | 1     | 0     | 0     | 0     | 0     | 8     | 0        | .188  | .188     | .219     | .406  |
| 2021      | 中日      | 25    | 21    | 19    | 4     | 1     | 1        | 0        | 0        | 2     | 0     | 0     | 0        | 2     | 0     | 0     | 0     | 0     | 9     | 0        | .053  | .053     | .105     | .158  |
| 2022      | 中日      | 28    | 27    | 26    | 3     | 6     | 3        | 0        | 0        | 9     | 1     | 0     | 0        | 0     | 0     | 1     | 0     | 0     | 5     | 0        | .231  | .259     | .346     | .605  |
| 2023      | 中日      | 34    | 22    | 20    | 2     | 3     | 0        | 0        | 0        | 3     | 0     | 1     | 1        | 2     | 0     | 0     | 0     | 0     | 3     | 1        | .150  | .150     | .150     | .300  |
| 通算：4年 | 通算：4年 | 101   | 103   | 97    | 15    | 16    | 5        | 0        | 0        | 21    | 2     | 1     | 1        | 5     | 0     | 1     | 0     | 0     | 25    | 1        | .165  | .173     | .216     | .390  |

### 年度別守備成績
| 年 度 | 球 団 | 外野  | 外野  | 外野  | 外野  | 外野  | 外野     |
| 年 度 | 球 団 | 試 合 | 刺 殺 | 補 殺 | 失 策 | 併 殺 | 守 備 率 |
| ----- | ----- | ----- | ----- | ----- | ----- | ----- | -------- |
| 2019  | 中日  | 10    | 12    | 1     | 1     | 0     | .929     |
| 2021  | 中日  | 16    | 13    | 1     | 0     | 1     | 1.000    |
| 2022  | 中日  | 19    | 8     | 0     | 0     | 0     | 1.000    |
| 2023  | 中日  | 16    | 3     | 0     | 0     | 0     | 1.000    |
| 通算  | 通算  | 61    | 36    | 2     | 1     | 1     | .974     |

### 記録
初記録
- 初出場・初先発出場：2019年4月30日、対読売ジャイアンツ3回戦（東京ドーム）、1番・左翼手で先発出場
- 初打席・初安打：同上、1回表に髙橋優貴から中前安打
- 初打点：2019年5月8日、対広島東洋カープ9回戦（ナゴヤドーム）、2回裏に大瀬良大地から遊ゴロ
- 初盗塁：2023年5月12日、対東京ヤクルトスワローズ6回戦（明治神宮野球場）、8回表に二盗（投手：尾仲祐哉、捕手：西田明央）[35]

### 背番号
- 49（2018年 - 2023年）

### 登場曲
- 「そばかす」JUDY AND MARY（2019年 - 2021年途）
- 「煌めく瞬間に捕われて」MANISH（2021年途 - 2023年）

### 代表歴
- 2017 WBSC U-18ワールドカップ
- 2018アジアウインターベースボールリーグ：NPBウエスタン選抜